# 정균제
정균제(bacteriostatic agent, bacteriostat, Bstatic) 또는 정균작용제는 세균을 죽이지는 않고, 번식을 중지하게 만드는 생물학적 또는 화학적 인자다. 세균을 죽이는 살균제와 구분된다. 사용처에 따라 정균성 항생제, 정균성 소독제, 정균성 방부제 등으로 구분된다.

## 같이 보기
- 살균제